# Cosmopolita (botánica)
El término cosmopolita se aplica en botánica a taxones de amplia representación, repartidas por casi todo el planeta. Se encuadran especies de medios universalmente homogéneos o especies nitrófilas.
Algunas plantas cosmopolitas o subcosmopolitas:
- Echium vulgare L.
- Agrostemma githago L.
- Cerastium glomeratum Thuill.
- Agrostemma githago L.
- Polycarpon tetraphyllum L.
- Silene gallica L.
- Spergula arvensis L.
- Spergularia marina (L.) Besser
- Stellaria media (L.) Vill.
- Gnaphalium luteo-album L.
- Hypochoeris radicata L.
- Convolvulus arvensis L.
- Arabidopsis thaliana (L.) Heynh.
- Cardamine hirsuta L.
- Rorippa nasturtium-aquaticum (L.) Hayek
- Sisymbrium officinale (L.) Scop.
- Drosera rotundifolia L.
- Euphorbia helioscopia L.
- Mercurialis ambigua L. f.
- Lamium amplexicaule L.
- Prunella vulgaris L.
- Trifolium glomeratum L.
- Vicia hirsuta (L.) S.F.Gray.
- Vicia sativa L.
- Epilobium hirsutum L.
- Epilobium tetragonum L.
- Oxalis corniculata L.
- Plantago major L.
- Rumex acetosella L.
- Rumex crispus L.
- Montia fontana L. subsp. chondrosperma (Fenzl) Walters
- Portulaca oleracea L. subsp. oleracea
- Potentilla reptans L.
- Galium aparine L.
- Sherardia arvensis L.
- Solanum nigrum L. subsp. nigrum
- Torilis japonica (Houtt.) DC.
- Urtica dioica L.
- Alisma lanceolatum With.
- Scirpus holoschoenus L.
- Scirpus maritimus L. subsp. maritimus
- Scirpus setaceus L.
- Cynodon dactylon (L.) Pers.
- Eleocharis palustris (L.) Roem. & Schult.
- Hordeum hystrix Roth = Hordeum geniculatum All.
- Hyparrhenia hirta (L.) Stapf.
- Lolium tremulentum L.
- Phragmites australis Cav. Trin. ex Steud.
- Rostraria cristata (L.) Tzvelev
- Stipa capensis Thunb.
- Vulpia miuros (L.) C.C.Gmelin
- Juncus acutus L. subsp. acutus
- Juncus bufonius L.
- Juncus capitatus Weigel
- Juncus effusus L.
- Lemna minor L.
- Typha angustifolia L.

- Datos: Q5789945